# Deremius fuscotibialis
Deremius fuscotibialis es una especie de escarabajo de la familia Cerambycidae. Fue descrito científicamente por primera vez por Breuning en 1981.